# Verdonschlucht

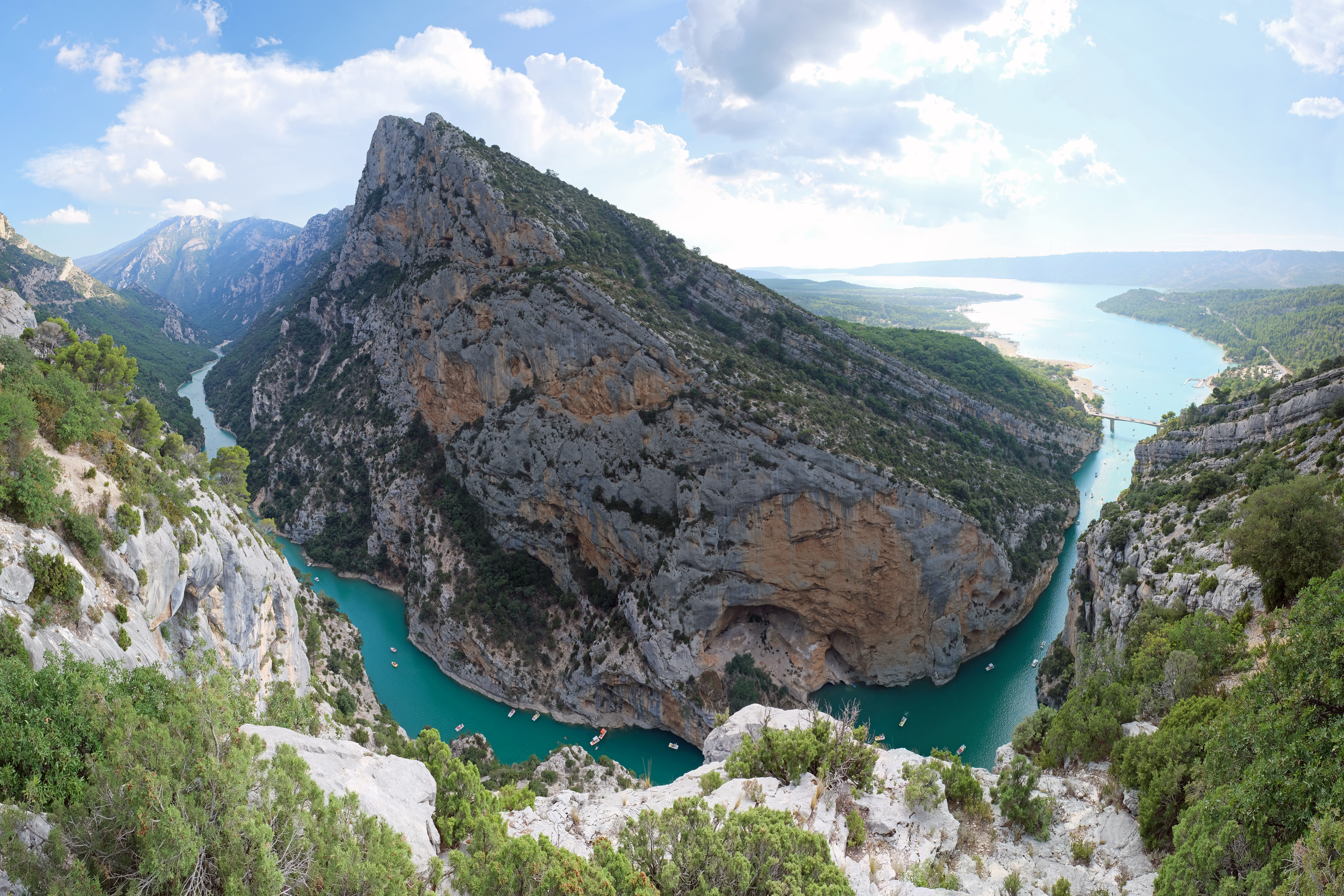
Die Verdonschlucht und Lac de Sainte-Croix

Die Verdonschlucht, französisch Gorges du Verdon, umgangssprachlich auch Grand Canyon du Verdon, ist eine Schlucht in der französischen Provence, Département Alpes-de-Haute-Provence. Sie beginnt flussabwärts nach der Stadt Castellane und endet nahe Moustiers-Sainte-Marie im Stausee Lac de Sainte-Croix. Durch den etwa 21 km langen und bis zu 700 Meter tiefen Canyon fließt der türkisfarbene Fluss Verdon. Die Gorges du Verdon sind neben der Tara-Schlucht einer der größten Canyons Europas und Hauptbestandteil des nach ihm benannten Regionalen Naturparks Verdon.

## Geographische Lage
Der Verdon entspringt in der Nähe des Col d’Allos im Bergland Trois Évêchés und mündet nach etwa 175 km in der Nähe von Vinon-sur-Verdon in die Durance. Das interessanteste Stück seines Laufes befindet sich zwischen Castellane und der Galetas-Brücke kurz vor dem Lac de Sainte-Croix. Die Schlucht von Verdon definiert über weite Strecken die Grenze zwischen den Départements Var im Süden und Alpes-de-Haute-Provence im Norden. Das Gebiet ist in drei Teilabschnitte gegliedert:

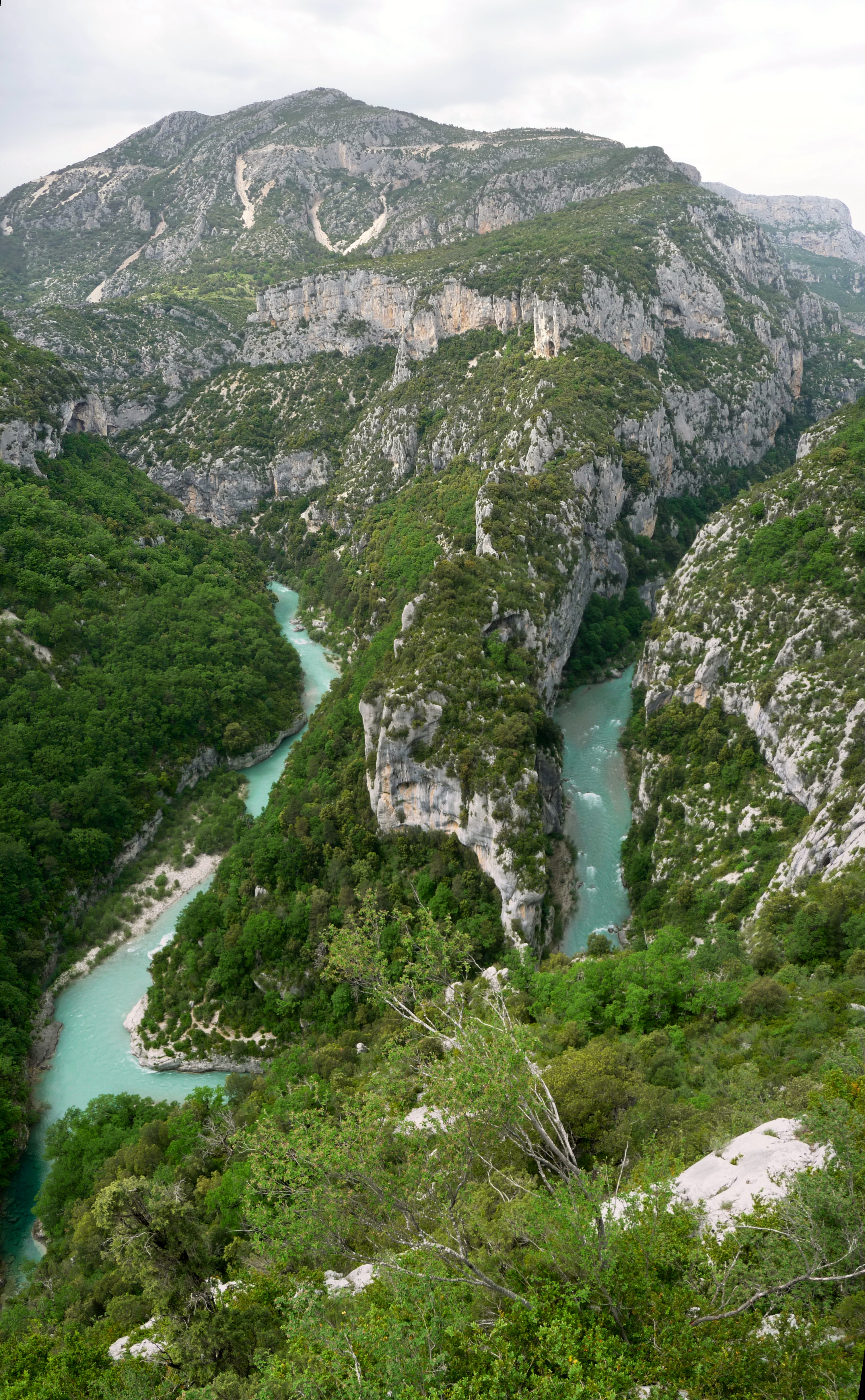
Die Verdonschlucht vom Balcon de la Mescla aus gesehen

- Die „Prégorges“ zwischen Castellane und der Brücke bei Soleils
- Die Schlucht zwischen der Brücke und l’Imbut
- Der Canyon zwischen l’Imbut und der Brücke von Galetas

Die Schlucht ist am Grund zwischen 6 und 100 m breit, die gegenüberliegenden Flanken sind zwischen 200 und 1500 m voneinander entfernt und die Tiefe variiert zwischen 250 und 700 m.

## Entstehung
In der Trias-Zeit senkte sich die Provence ab und wurde vom Meer bedeckt. In der Folge lagerten sich am Grund verschiedene Schichten von Kalk (abgestorbene Muscheln u. ä.) ab. Im Jura wurde die Provence erneut von einem warmen, wenig tiefen Meer überflutet, was die Entstehung mächtiger Korallenbänke begünstigte.
In der Kreidezeit hob sich die Provence, und das Meer zog sich in den Bereich der heutigen Alpen zurück. Erst im Tertiär wurden die Alpen aufgefaltet. Die in der Folge zerbrechenden Kalkmassive aus der Jurazeit bestimmten das Relief und die Täler. In dieser Zeit suchte sich auch der Verdon sein Bett.
Im Quartär überformten die eiszeitlichen Gletscher die Landschaft. Am Ende der Vereisung nehmen die Flüsse ihre Erosionstätigkeit wieder auf. Bedingt durch die Eisschmelze waren die Wassermengen gewaltig: bis zu 3000 m³/s. Diese Mengen ermöglichten die tiefen Einschnitte im weichen Gestein.

## Jüngere Geschichte
Auf dem Gebiet des heutigen Stausees, der durch den Bau des Sainte-Croix-Staudamms entstand, befand sich vor 1973 die Ortschaft Les Salles-sur-Verdon, die kurz vor der Flutung des Tals vollständig zerstört und an anderer Stelle neu aufgebaut wurde. Heute ist sie eine der jüngsten Gemeinden Frankreichs.
Seit dem 7. Mai 1990 ist die Schlucht offizielles Naturschutzgebiet.
Am 10. Juli 2006 beschloss der Conseil d’État, dass die geplante 400.000-Volt-Hochspannungsleitung der Électricité de France durch den Canyon nicht gebaut werden dürfe. Damit endete ein über 23 Jahre andauernder Kampf verschiedener Umwelt- und Naturschutzorganisation, die sich für den Erhalt der ursprünglichen Schlucht einsetzen.
- 1905: Erste vollständige Durchquerung der Schlucht durch den Speläologen Martel
- 1929: Grundsteinlegung des Castillon-Staudamms
- 1932: Unterbrechung der Bauarbeiten
- 1936: Ein Brand beschädigt den Staudamm
- 1948: Fertigstellung des Castillon-Staudamms
- 1951: Fertigstellung des Chaudanne-Staudamms
- 1960: Fertigstellung des Esparron-Gréoux-Staudamms
- 1973: Flutung des Sainte-Croix-Stausees
- 1973: Wiederaufbau der gefluteten Ortschaft Les Salles-sur-Verdon etwa 400 m entfernt
- 1974: Beginn der Stromproduktion des Wasserkraftwerks in Sainte-Croix
- 1975: Flutung des Quinson-Stausees

## Aktivitäten

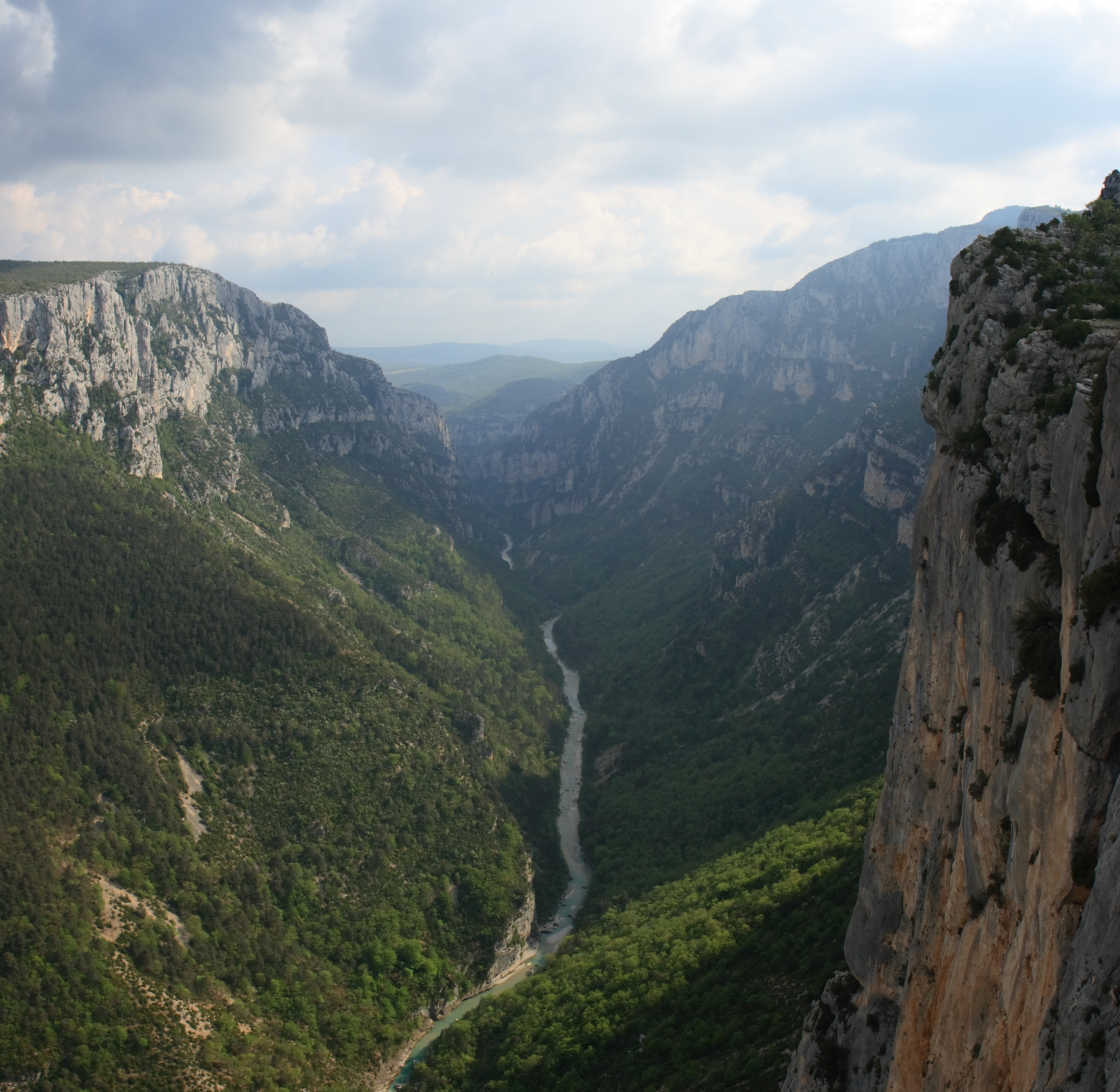
Die Verdonschlucht, vom Aussichtspunkt Trescaire gesehen

### Auf dem Wasser
Teilweise lässt sich die Verdonschlucht mit Wildwasser-Kajaks befahren, im Unterlauf am Lac de Sainte-Croix auch mit größeren Booten. Der Wasserabfluss der oberen Stauseen ist zumindest während der Hauptreisezeit Juli und August einheitlich festgelegt. Um den Wassersport wie Wildwasserschwimmen, Rafting etc. zu unterstützen, wird an zwei Tagen der Woche (meist dienstags und freitags) mehr Wasser abgelassen. Der Abfluss beträgt dann 10–16 Kubikmeter Wasser pro Sekunde, an den anderen Tagen ca. 0,5 Kubikmeter Wasser pro Sekunde. Es existiert eine Hotline zur Information über aktuelle Wasserstände. In der Vor- und Nachsaison hingegen wird deutlich unregelmäßiger Wasser abgelassen, in manchen Jahren wochenlang bis zu 40 Kubikmeter pro Sekunde, in anderen wochenlang nur 0,5 Kubikmeter pro Sekunde. Bei Wassermengen über 2 bis 3 Kubikmeter wird im Wildwasserschwimmen Ungeübten vom Baden in der Strömung abgeraten. Durch unberechenbare Hindernisse wie Siphone, Unterspülungen und Holzverblockungen besteht dann Lebensgefahr.

### Wandern
Das Wandern in den unzugänglicheren Regionen der Schlucht ist beliebt und gilt als ungefährlich. Die bekannteste Wander-Route durch den Verdon-Canyon beginnt und endet in der Mitte des Canyons an einem Aussichtspunkt, von dem es relativ steil über Serpentinen bergab geht. Sie führt entlang des Sentier Martel (benannt nach dem Erstdurchquerer Martel). Der Abstieg beginnt von der Route de Crête, am Vereinshaus La Maline. Unten am Fluss angelangt sollte man sich an der dortigen Weggabelung nach Norden halten und dort zügig dem Wegverlauf stromaufwärts folgen. Im Verlauf der fast sechsstündigen Wanderung – ohne Möglichkeit eines Zwischenausstieges – führt der Wanderweg beständig bergauf-bergab und über einige künstlich angelegte Leitern und Treppen abwärts. Eine davon (Brèche Imbert) ist recht steil und führt über 252 Stufen von einem Aussichtspunkt hinunter. Kurz vor Ende der Route führt der Weg durch zwei hintereinander liegende Tunnel, die als einzige Möglichkeit weiterführen. Hier sollte ursprünglich der Fluss komplett umgeleitet werden, doch das Projekt wurde nach dem Zweiten Weltkrieg aufgegeben. Die Länge des ersten Tunnels beträgt 110 m, die des zweiten 657 m.
Insgesamt ist für diese Bergwanderung mit etwa fünf bis sechs Stunden reiner Gehzeit zu rechnen. Am End- bzw. Ausgangspunkt Point Sublime im Norden befindet sich ein weiterer Parkplatz. Für die Rückfahrt zum Ausgangspunkt besteht die Möglichkeit, ein Schluchtentaxi oder einen allerdings selten verkehrenden Linienbus zu benutzen.

### Klettern
Die Verdonschlucht war in den 1970er und 1980er Jahren eines der bedeutendsten Klettergebiete. In den 1970er Jahren wurden zahlreiche ausgesetzte technische Linien erstbegangen, in den 1980er Jahren gelang dann Kletterern wie Patrick Berhault und Patrick Edlinger die freie Begehung vieler dieser Routen. Auch heute wird in dem Gebiet noch intensiv geklettert.

### Weitere Aktivitäten
Auf der Ringstraße um den Verdon-Canyon sind immer wieder Aussichtspunkte zur Schlucht hin, aber auch auf die Lavendel-Felder, für die die Region berühmt ist, angelegt. Über der Schlucht kreisen häufig Paraglider, Drachen und Segelflieger, wenn das Wetter dies zulässt. Die Pont de l’Artuby wird sehr stark von Bungee-Jumpern frequentiert. Ebenso ist die Schlucht mit ihren Pässen Ziel vieler Motorradfahrer.

## Galerie

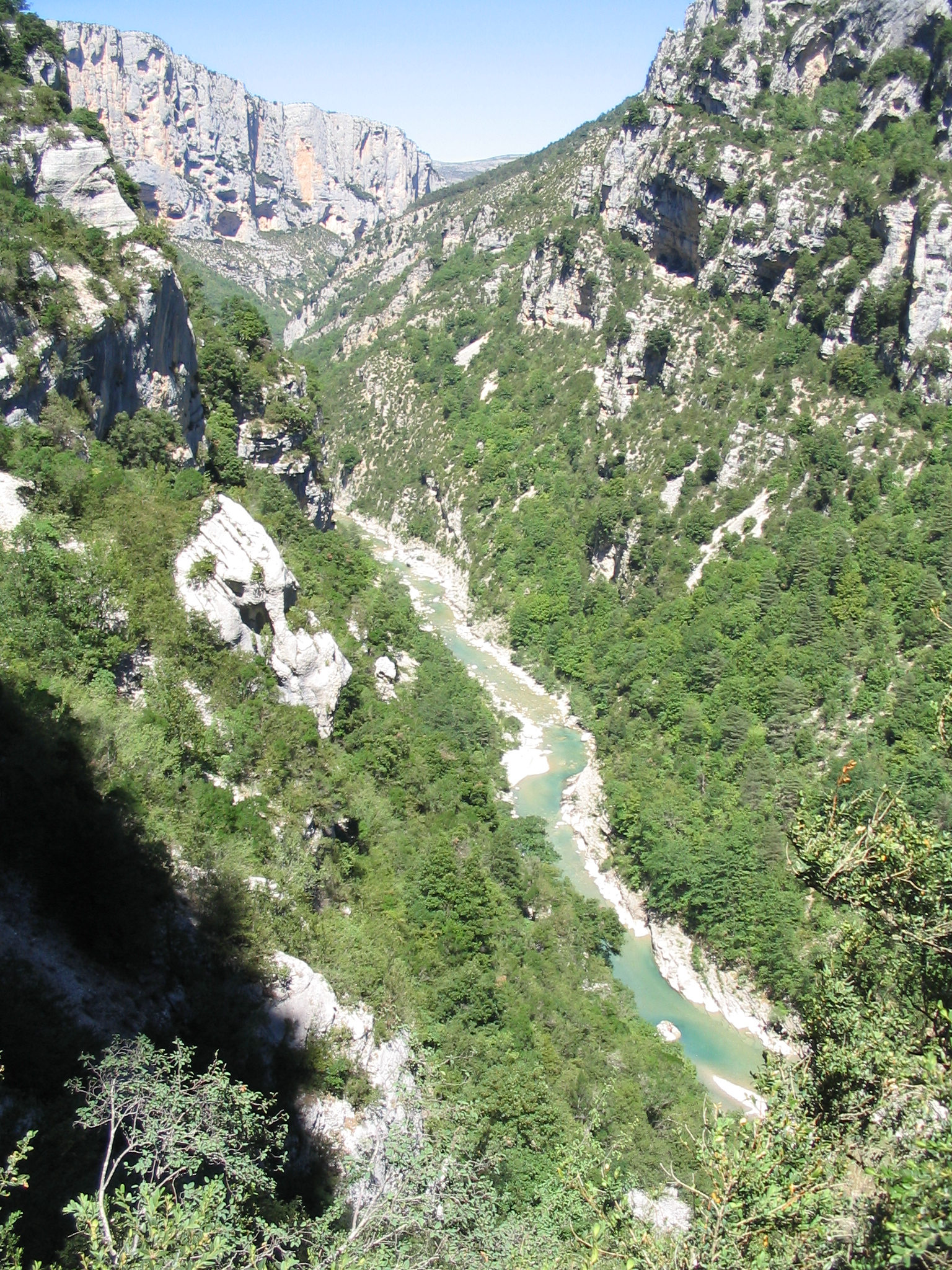
Aussicht vom Wanderweg
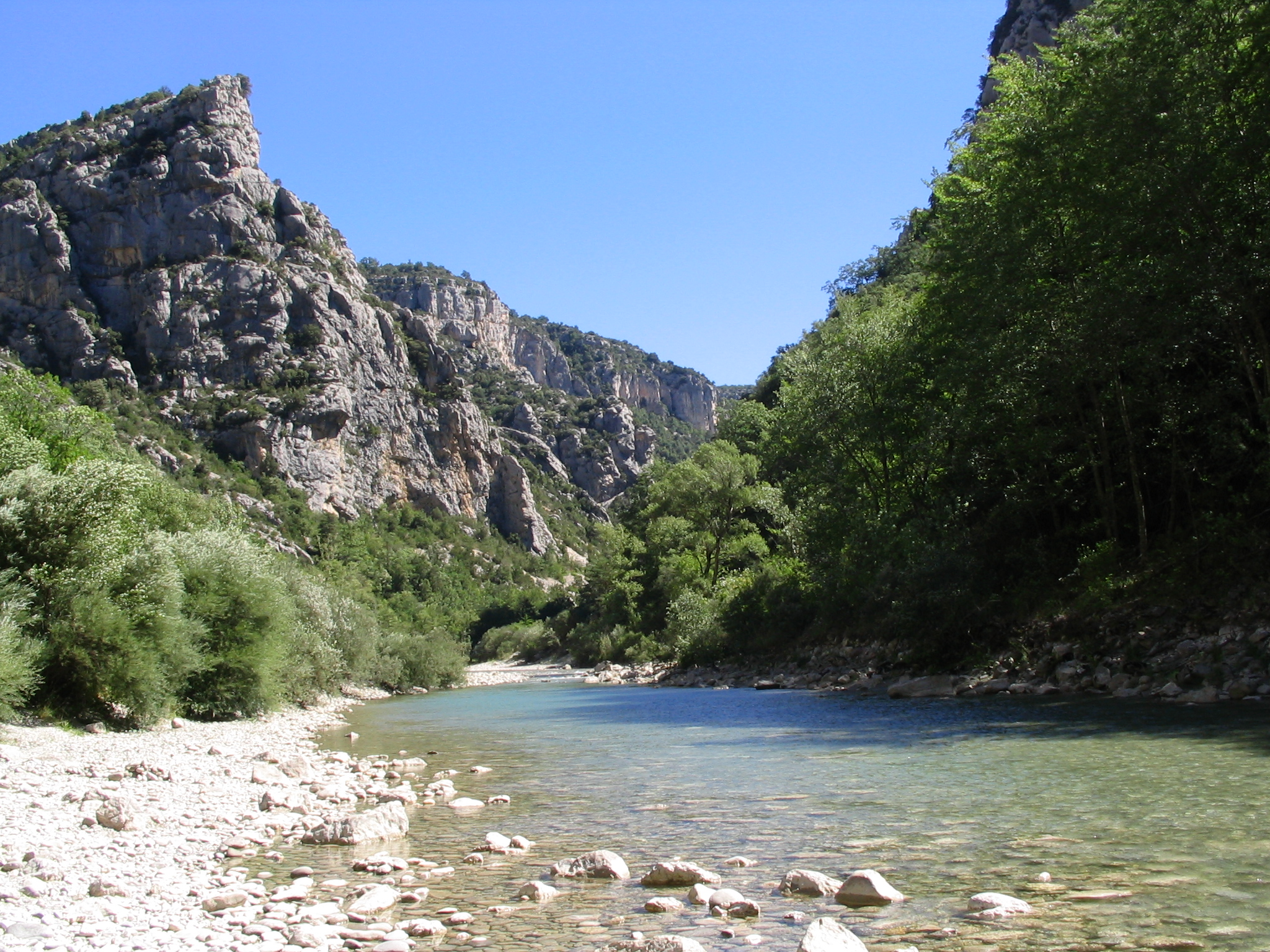
Am Grund der Schlucht
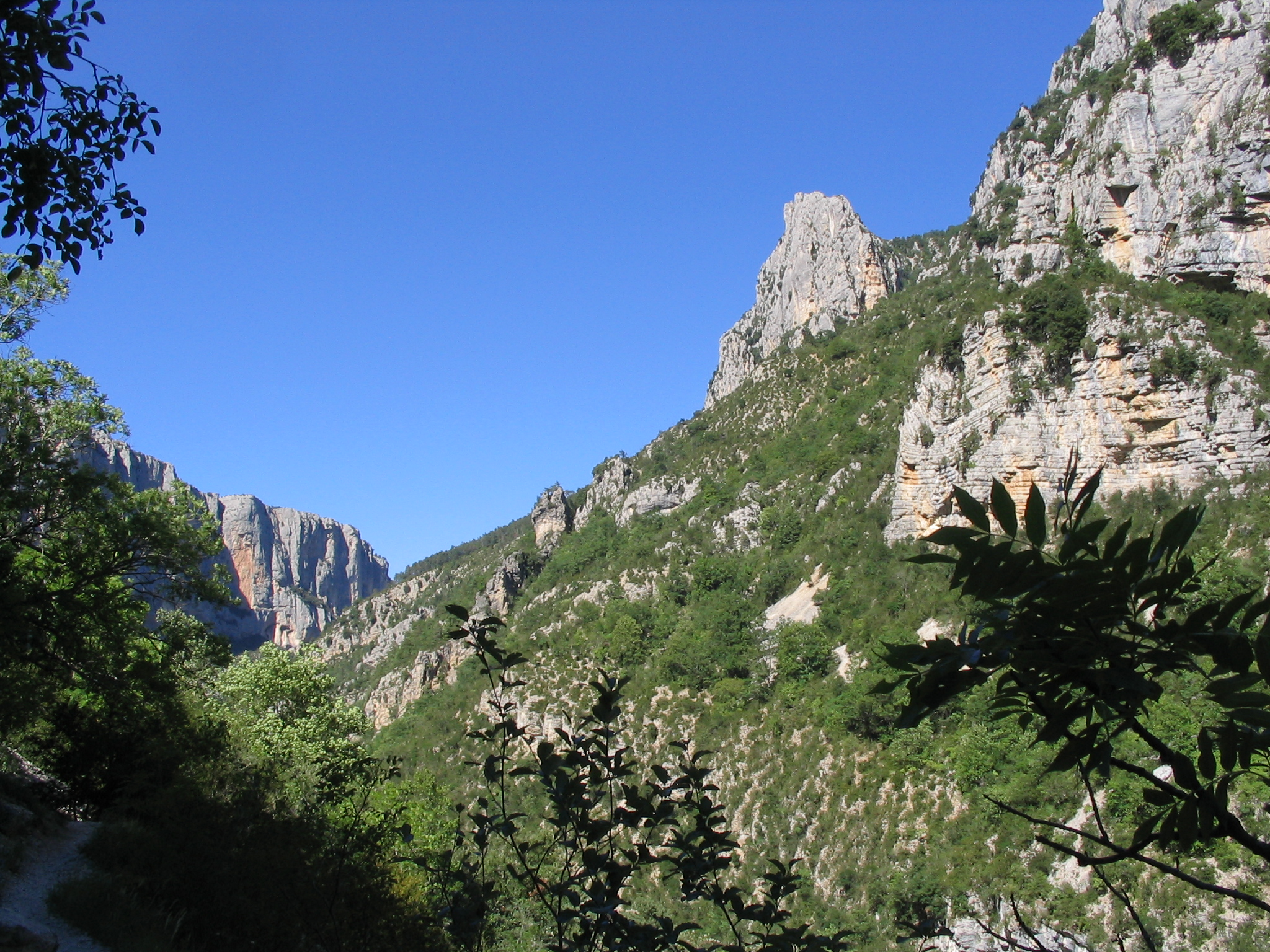
Aussicht vom Wanderweg
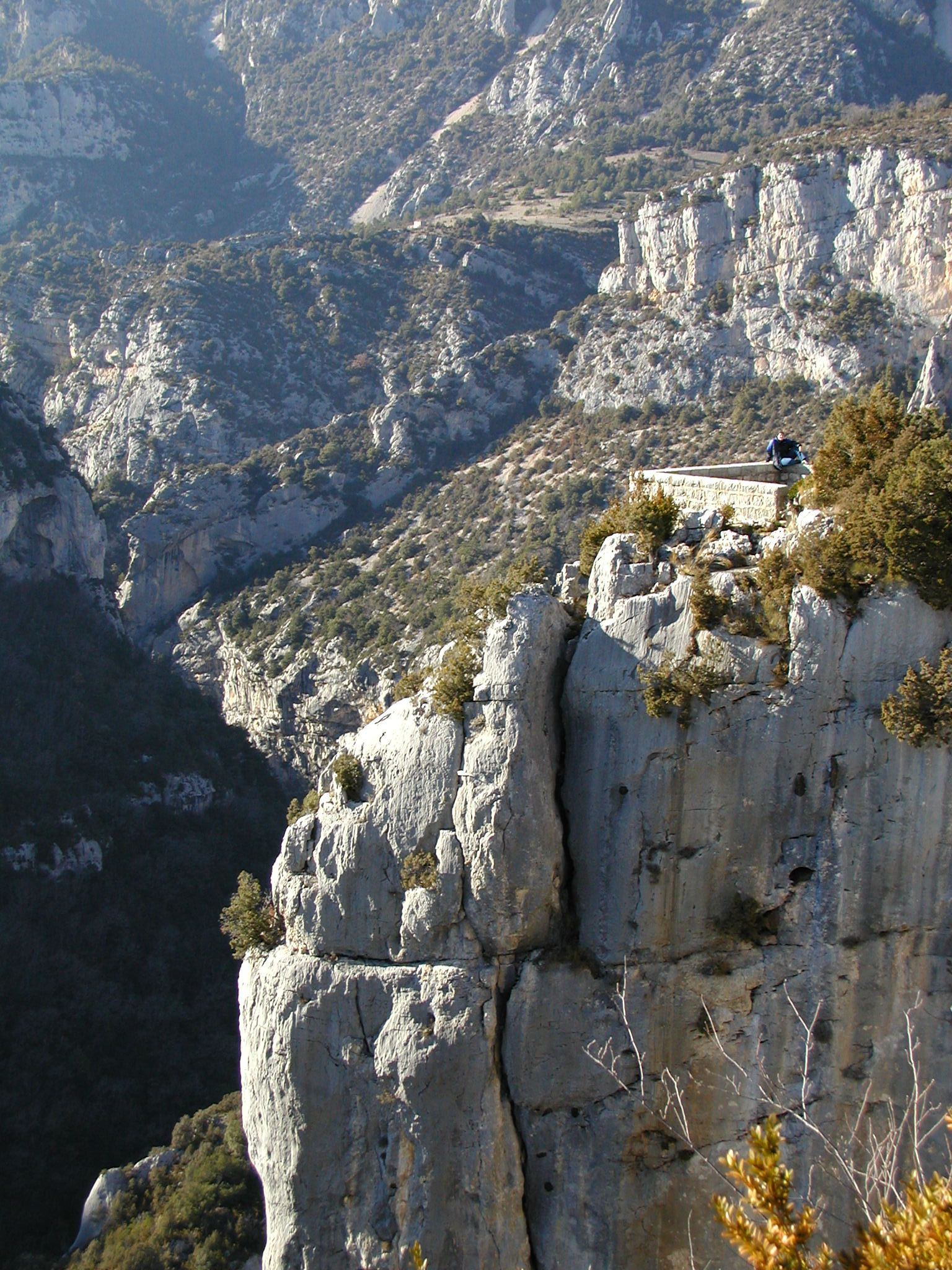
Schlucht mit Aussichtspunkt
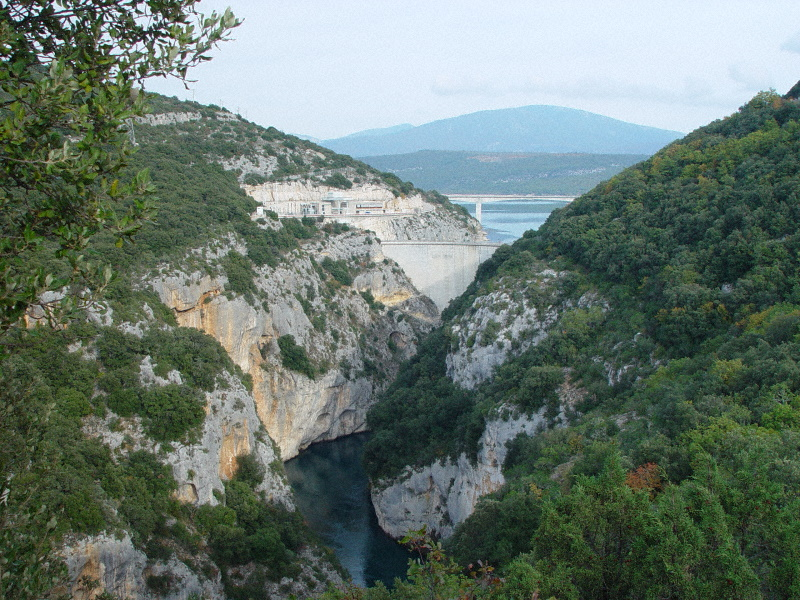
Staudamm Sainte-Croix
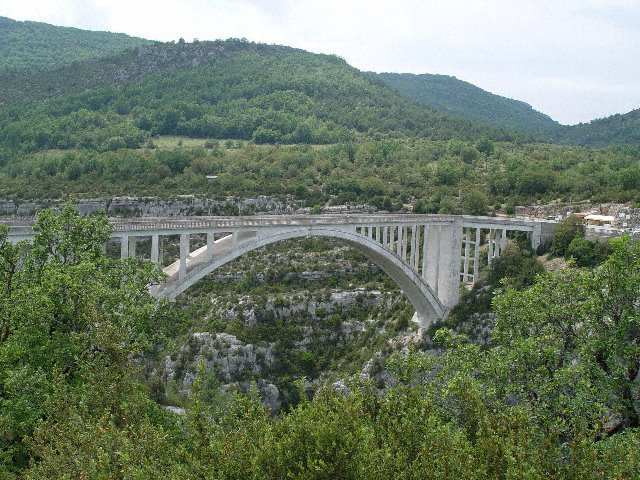
Chaulière-Brücke über den Artuby
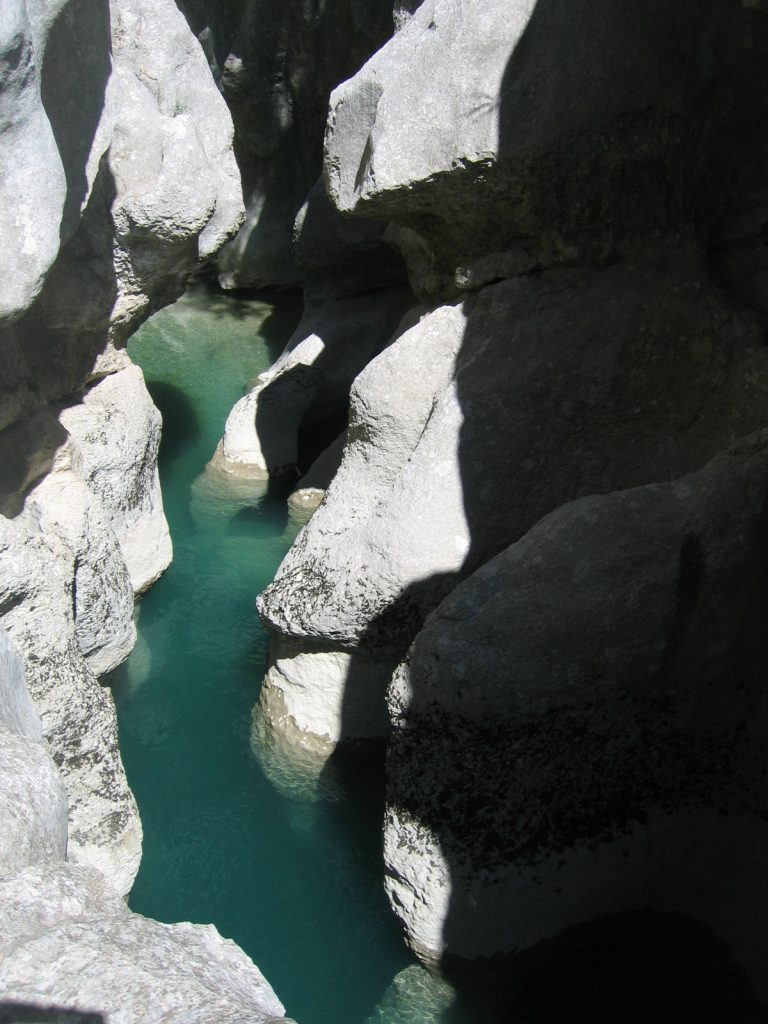
Der „Styx“
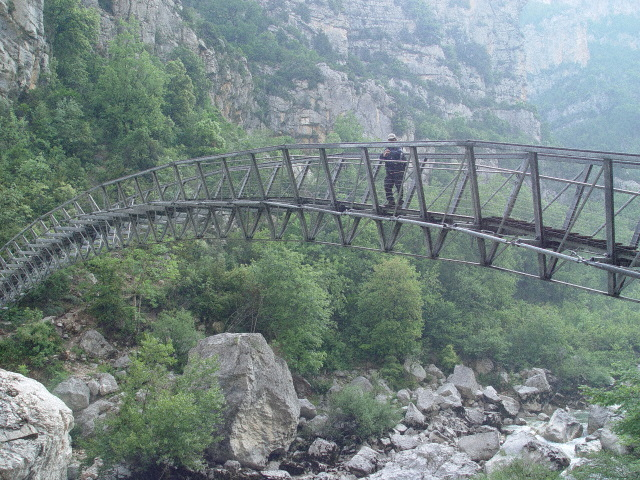
Estellié-Fußgänger-Brücke
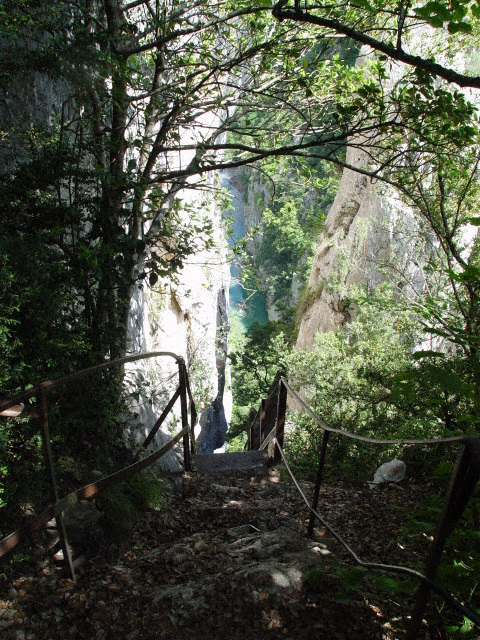
Die Imbert-Treppe mit 6 Abschnitten und 252 Stufen
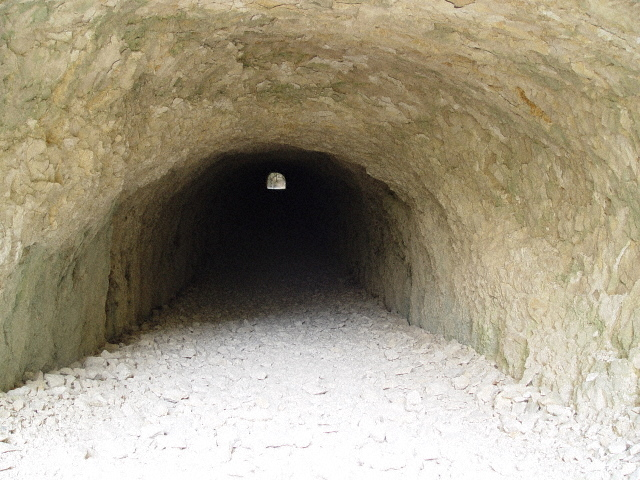
Eingang zum Trescaïre-Tunnel
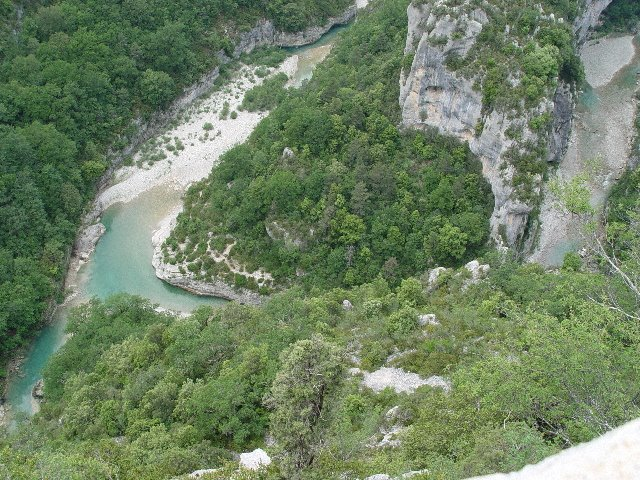
Der Artuby mündet bei Mescla in den Verdon
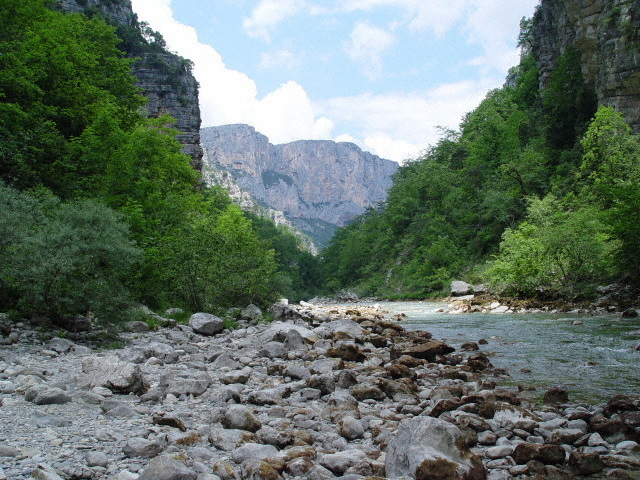
Der Strand von Baumes-Fères
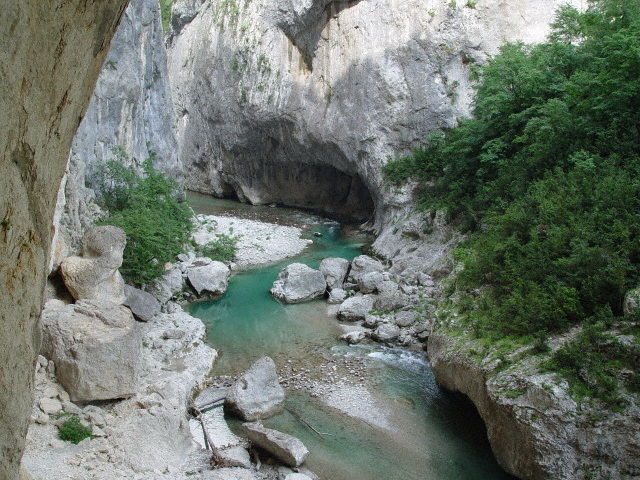
Baume-aux-Pigeons
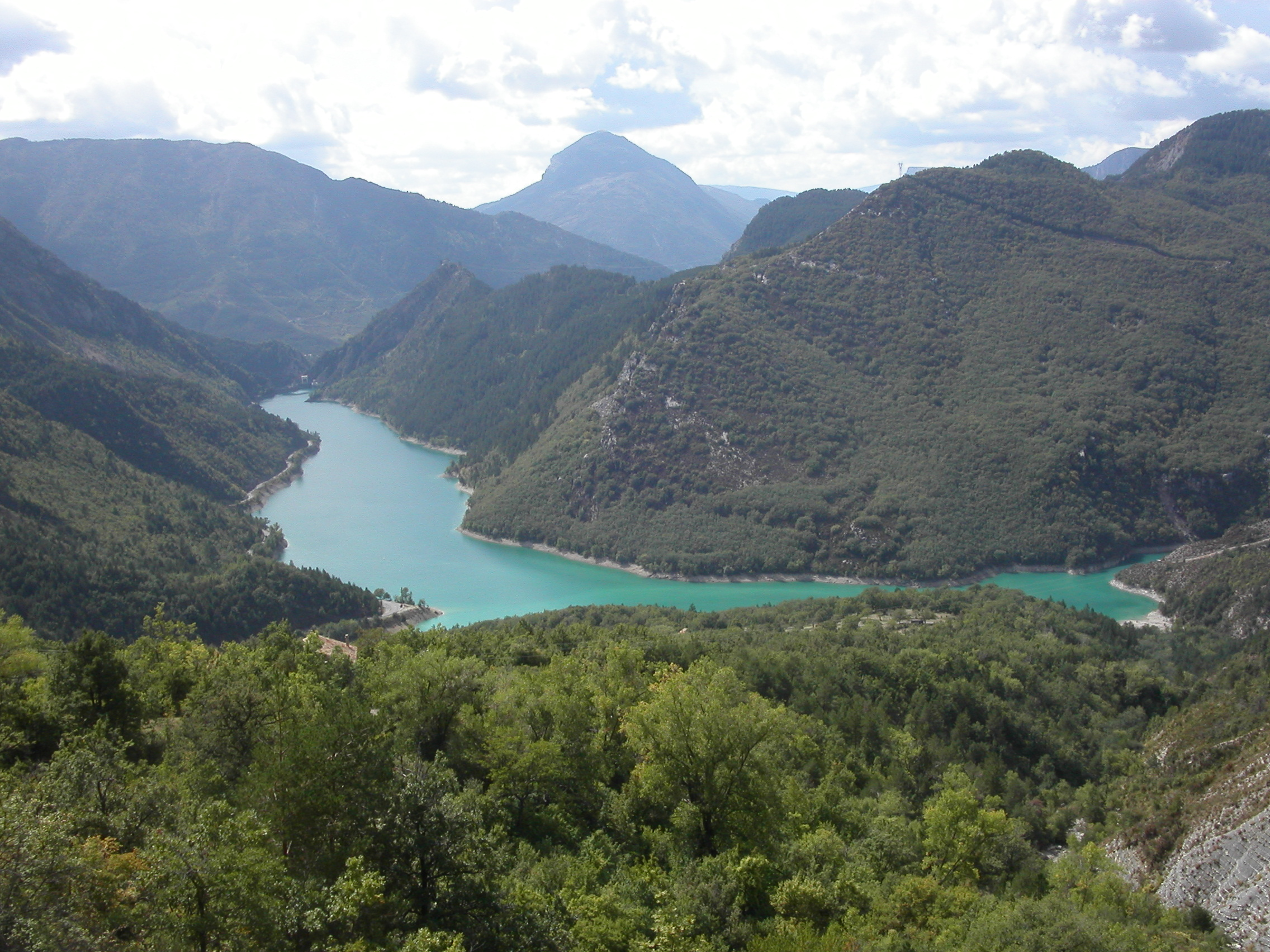
Lac de Chaudanne
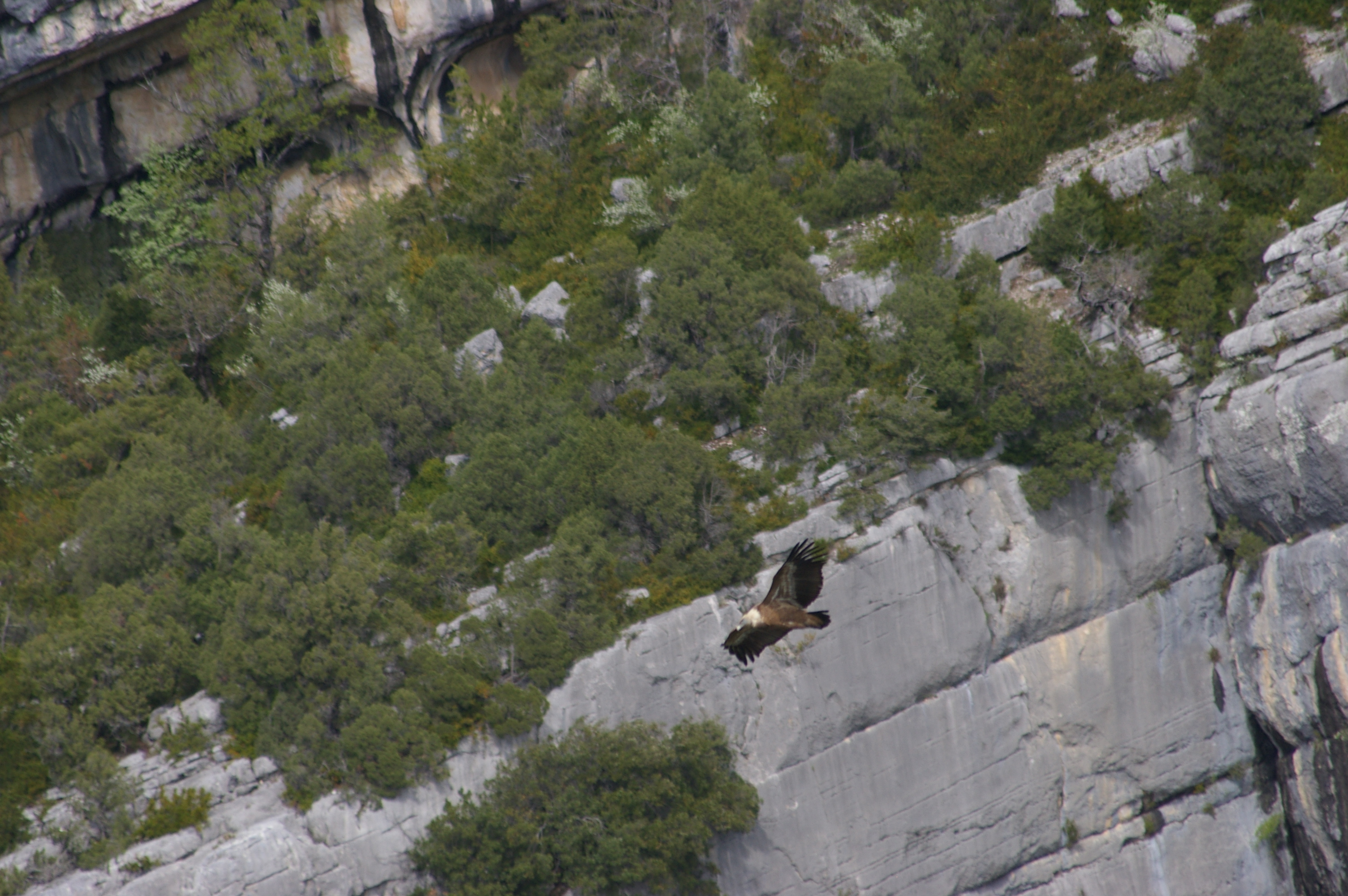
Gänsegeier über der Verdonschlucht
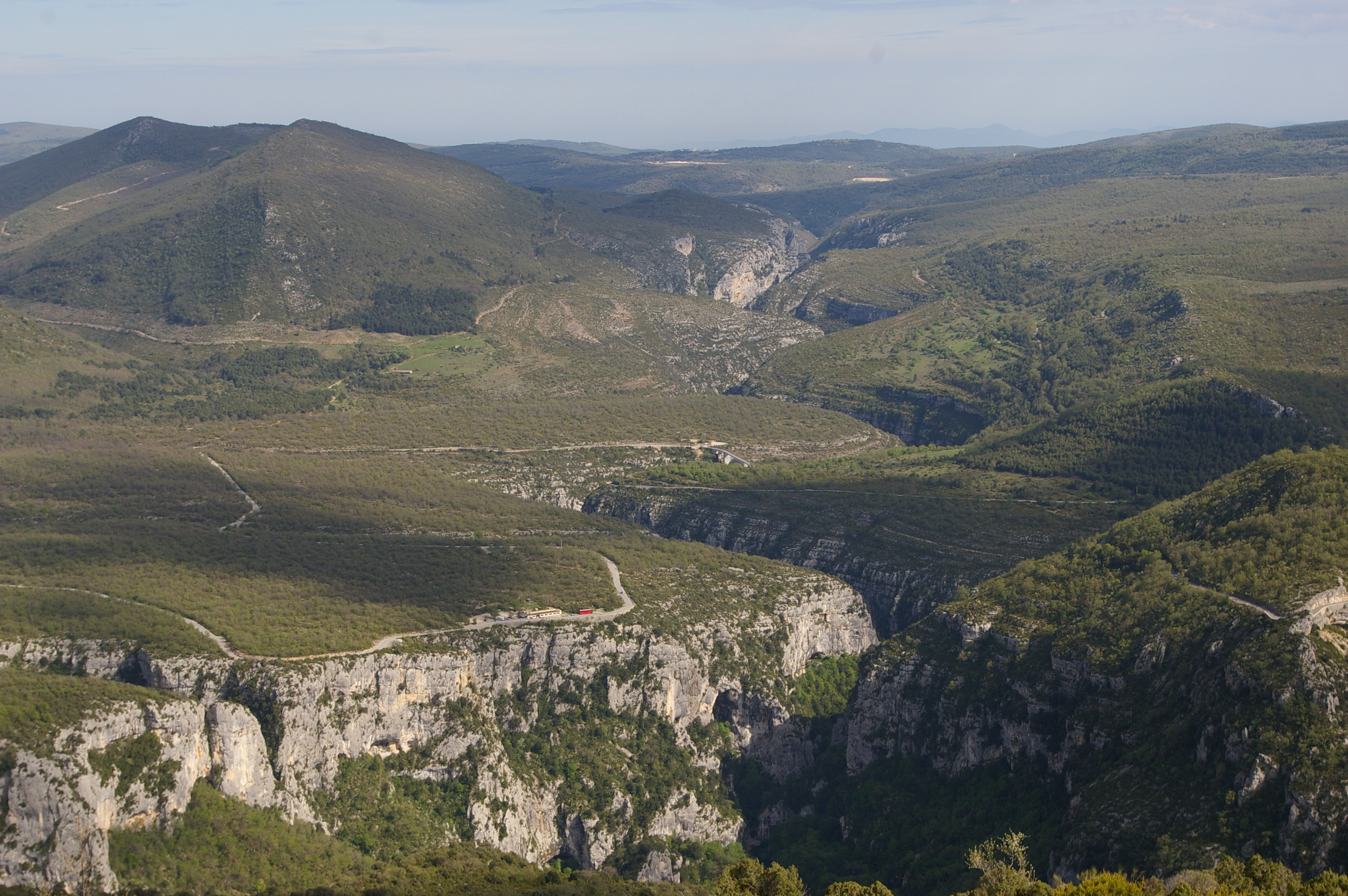
Panoramablick über die Verdonschlucht